# Schottky-hiba

Schottky-hiba nátrium-kloridban

A kristálytanban a pontszerű kristálytani hibák egy típusa a Schottky-hiba, vagy Schottky-pár. Utóbbi elnevezés arra utal, hogy ezt a hibatípust valójában két ponthiba: két ellentétes ion vakanciája alkotja. Az ionkristályok jellemző hibatípusa, melynek során a rács össztöltése nem változik, az ellentétes töltésű ionok vakanciái a töltésviszonyoknak megfelelő sztöchiometriai arányok szerint jönnek létre.
A szakirodalomban a Schottky-hibát olykor szűkebb értelemben magára a vakanciára is értik, így például a tiszta germánium egy Schottky-hibája jelenthet egyetlen hiányzó germániumatomot. Elterjedtebb azonban az a szóhasználat, hogy a Schottky-hiba az ionkristályokban előforduló Schottky-párok szinonimája.
A hibatípust Walter Schottky német fizikusról nevezték el.

## Fizikai jellemzői

### Keletkezése
Egy, a Kröger–Vink-jelölés szerint A+B−-val jelölt, ionkristályos anyagban Schottky-hibának nevezik, ha egymáshoz közel egy VA és egy VB vakancia keletkezik, azaz mindkét komponensből egy-egy hiányzik.
Keletkezésének az tipikus mechanizmusa, hogy a kristály felületéről (például polikristályos anyag kristályhatárai felől) a rácsrezgések következtében bezárt vakanciák a kristály belsejébe vándorolnak.
A hibatípus jellemzője, hogy a vakanciák keletkezése követi a kristály sztöchiometriai arányait, így a töltésviszonyok nem változnak egy Schottky-pár létrejötte során.
Általában olyan ionos kötésű, vagy erősen irányított kötéseket tartalmazó kovalens kristályok esetén jelentkezik, melyekben kicsi az anionok és a kationok közti méretkülönbség. Ha ez a különbség nagy, akkor inkább a Frenkel-pár keletkezése a jellemzőbb.

### Példák
Néhány anyag, melyben jellemzően előfordul Schottky-hiba:
- nátrium-klorid[2][3][4]
- kálium-klorid[2][3]
- nátrium-bromid[3]
- kálium-bromid[3]
- magnézium-oxid[5]
- cézium-klorid[4]
- rubídium-klorid[4]
- ezüst-bromid[6]
- lítium-fluorid[7]

## Fordítás
Ez a szócikk részben vagy egészben  a   Schottky defect című angol Wikipédia-szócikk ezen változatának fordításán alapul.  Az eredeti cikk szerkesztőit annak laptörténete sorolja fel. Ez a jelzés csupán a megfogalmazás eredetét és a szerzői jogokat jelzi, nem szolgál a cikkben szereplő információk forrásmegjelöléseként.

### Szakkönyvek, publikációk
- Sólyom Jenő: A modern szilárdtest-fizika alapjai I: Szerkezet és dinamika. Budapest: ELTE Eötvös Kiadó. 2009.   274. o. ISBN 9789632840970
- Boswarva, I. M. (1967). „The energy of formation of Schottky defects in ionic crystals”. Philosophical Magazine 16 (142), 805–826. o, Kiadó: Informa UK Limited. DOI:10.1080/14786436708222778. ISSN 0031-8086.

### Ismeretterjesztő weblapok, tananyagok
- Gubicza Jenő; szerk. Vida Ádám: Rácshibák I. előadásjegyzet pp. 9. (Hozzáférés: 2017. június 20.)
- Dr. Erlaky György: Kristálytani alapok. eet.bme.hu. [2011. szeptember 27-i dátummal az eredetiből archiválva]. (Hozzáférés: 2017. június 29.)
- Helmut Föll: Schottky-Defects. www.tf.uni-kiel.de. (Hozzáférés: 2017. június 30.)